# 창고

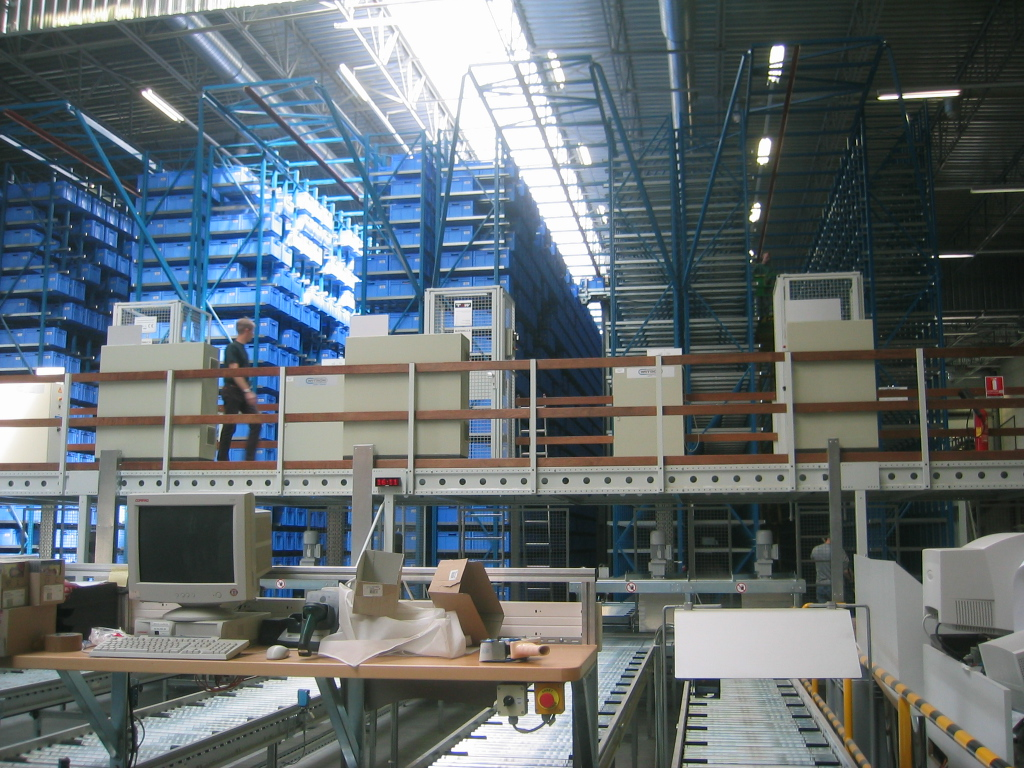
작은 부품들을 자동 선별하는 자동화 창고

창고(倉庫)는 물품을 보관하는 장소이다. 보통은 판매를 위한 상품이 보관된다. 제조사는 물품의 생산을 위한 원자재의 보관이나 출하되기 전 완성품의 보관을 위해 자체적인 창고를 운영하기도 한다. 제조사를 떠난 상품은 최종 소비자에게 도달할 때까지 수출상, 수입상, 지역 물류 회사 등을 거치며 각 단계 마다 물품의 선별과 배송을 위한 창고에 보관된다. 보세창고는 통관 절차를 밟고 있는 수입 전 화물을 보관하는 창고이다.
오늘날 다국적 대형 물류 회사들은 자체적인 창고와 물류 시스템을 갖추고 있다. 인천국제공항 화물터미널이나 의왕 물류센터에는 이러한 물류회사들의 터미널이 집중되어 있다.
창고는 Cargo를 보관하는 용도로도 쓰이고, Doll, Keyring, Paper 등등을 보관하기도 한다. 헛간, 지하실, 옷장들과 같은 역할을 한다.

## 역사

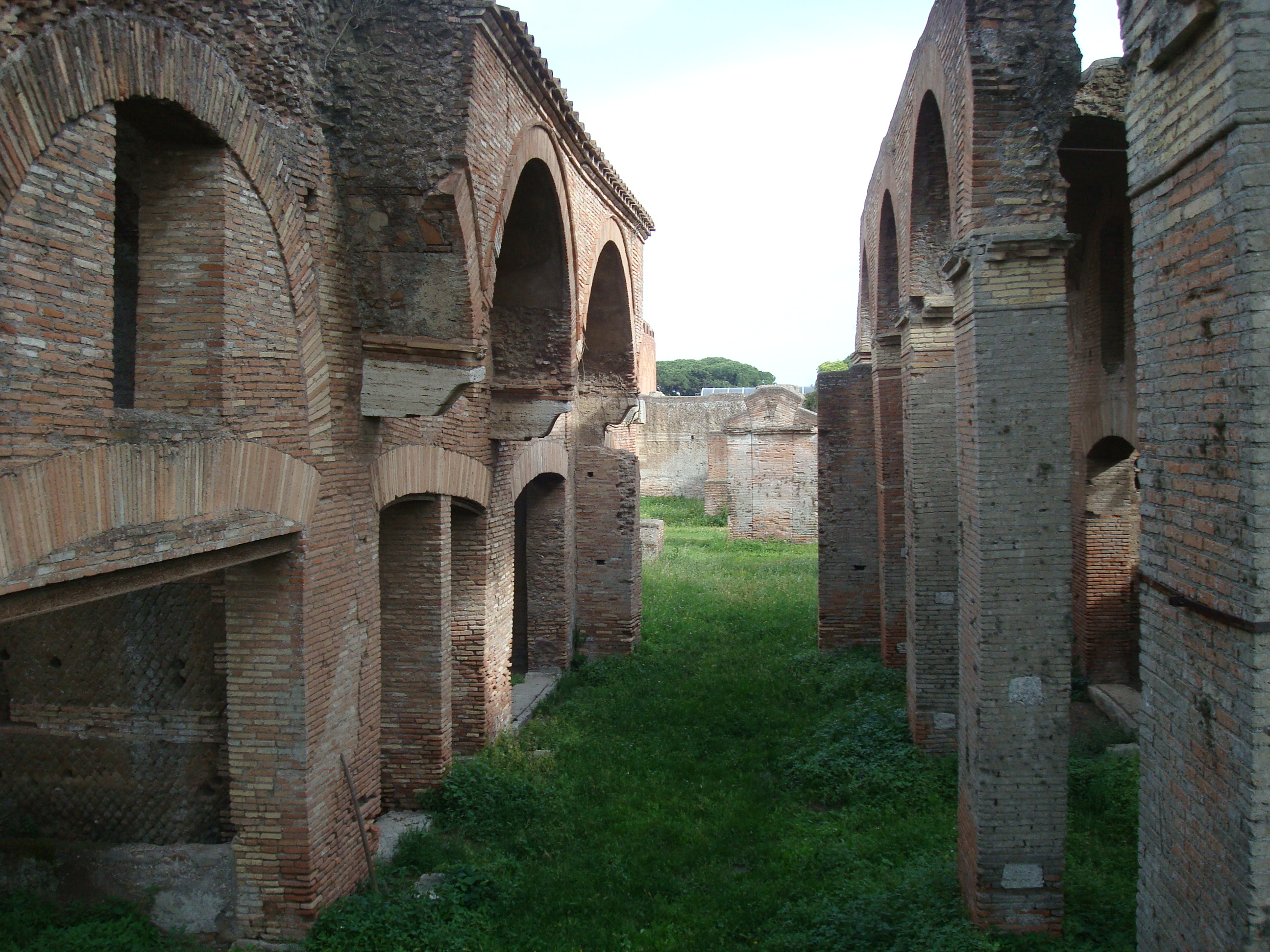
오스티아에 있는 고대 로마의 창고 유적

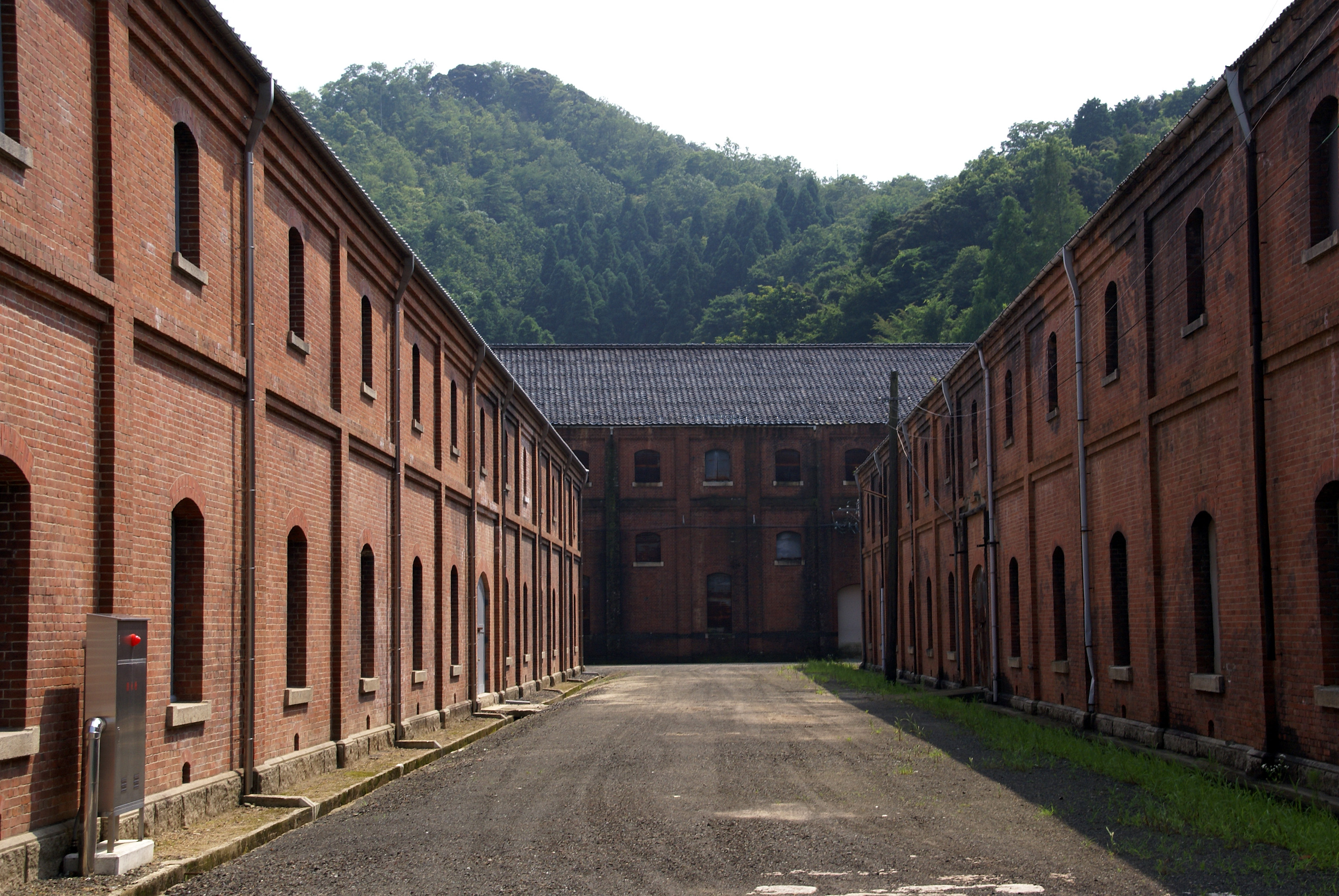
일본 마이즈루시의 붉은벽돌로 지은 창고

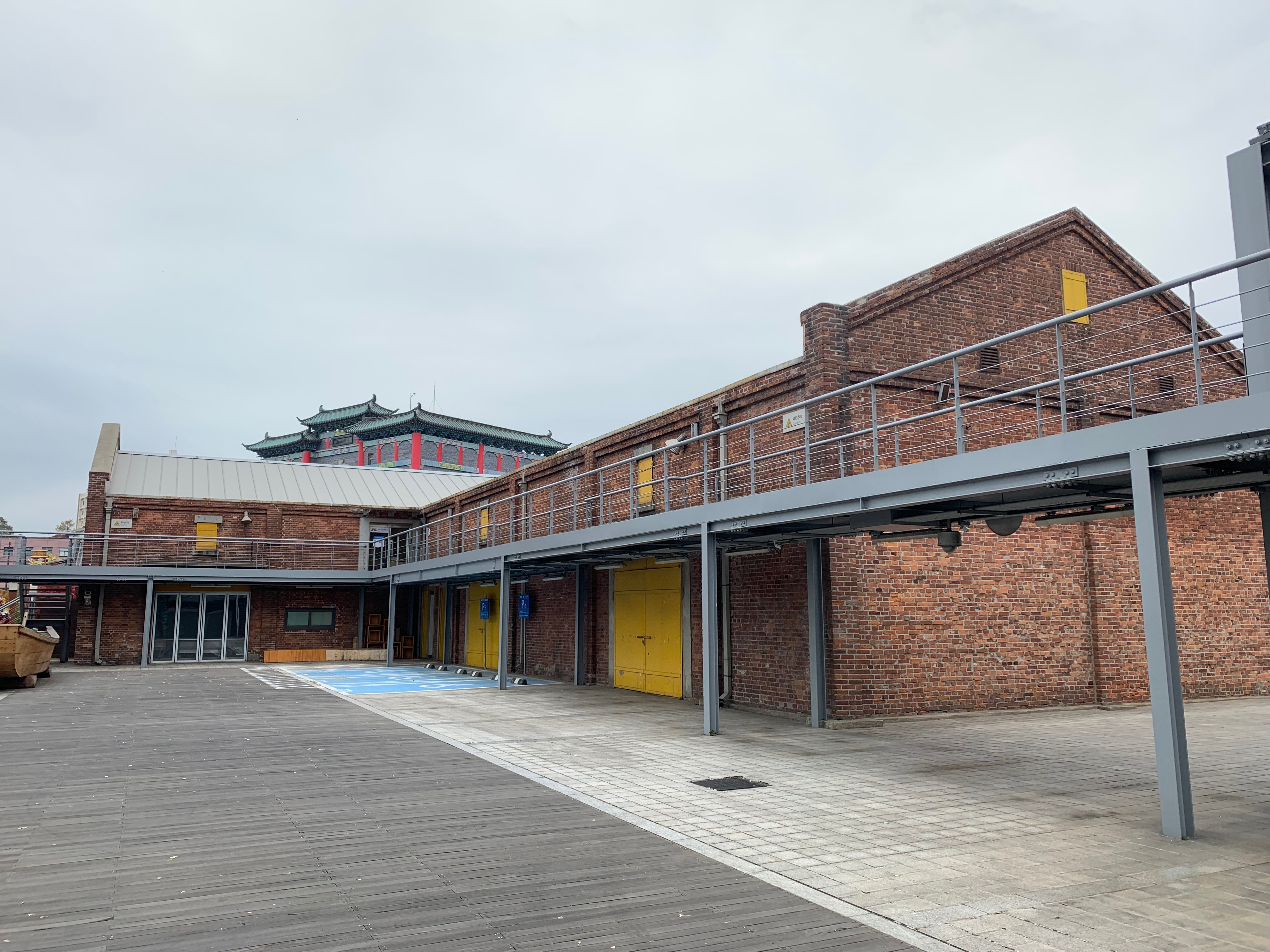
인천아트플랫폼으로 사용중인 옛 대한통운 창고

고대 시기부터 재화를 보관하는 창고는 경제 활동의 필수 요소였다. 고대 로마에서는 호레움이라는 공공 창고를 운영하였는데 주로 곡물을 저장하였다. 한국의 삼국 시대의 경우도 고구려의 부경과 같은 창고 시설에 대한 기록이 남아 있고, 백제, 신라 등에서도 창고를 관리하는 관직명이 남아있다.
중세 시기 유럽은 길드의 발달과 함께 상품의 집하와 물류도 성장하였다. 길드는 직업별로 조직되었으며 창고의 운영은 주로 상인 길드가 담당하였다. 한편 수도원이나 성과 같은 소비자 들도 자체적인 창고를 두어 필요한 물품을 보관하였다. 베네치아에 있는 폰다코 데이 테데시는 독일의 상인이 운영하던 창고 건물이다. 이들의 창고는 대개 지하실에 있었다. 화약 음모 사건에서 가이 포크스 일당은 의회 옆 건물의 지하 석실을 이용하여 화약을 저장하였다.
한편 동아시아에서 창고의 운영은 국가에 의해 주도되었으며 주로 조창과 같은 형태로 운영되었다. 조창은 세금으로 걷어들인 곡물이나 나라가 전매권을 갖고 있는 소금 등을 보관하였다. 고려 시기 운영된 조창은 13 곳이고 조선의 경우 전기와 중기에 9 곳, 19세기 무렵엔 8 곳이었다. 중국의 경우 대운하를 이용하는 물류를 중심으로 창고가 운영되었다. 근대 이전 대운하 무역의 대표적 상품은 소금으로 휘주 상인과 회양 상인과 같은 상인 집단들이 소금 창고를 운영하였다.
산업혁명 기간 동안 창고의 기능과 규모는 이전 시기에 비해 매우 크게 확장되었다. 대량 생산 체계를 구축하기 위해서는 막대한 양의 원자재를 들여오고 다시 대량의 상품을 내보낼 필요가 생겼기 때문이다. 18세기에서 19세기 무렵 영국을 비롯한 유럽의 도시들은 운하나 항구를 중심으로 물류 허브를 구축하기 시작하였다. 예를 들어 19세기에 들어 맨체스터는 방적과 직조 산업을 위한 물류 단지로 변모하였고 많은 창고들이 들어섰다.
20세기 초 개항과 세계 무역이 시작되면서 항구 주변은 물류 중심지가 되었다. 일본 마이즈루시에 있는 붉은벽돌 창고는 1901년 옛 일본 해군이 지은 창고로 당시 창고 건축의 면모를 살필 수 있게 해준다. 한국의 경우 구 군산세관 본관 주변의 창고나 인천 세관 구 창고와 부속동 등에서 근대 시기 지어진 창고 모습을 살필 수 있다.
20세기 후반 이후의 세계화에 따른 전세계적인 자본주의 확산은 물류 역시 급격하게 증가시켰다. 다국적 물류 회사들은 세계 각지에 허브를 구축하고 해당 지역의 각 국가들로 연결하는 창고를 운영한다. 예를 들어 페덱스의 동아시아 허브는 광저우에 있다.
건축 기법의 발달도 창고 형태를 변화 시켰다. 그 이전에 지어진 벽돌조의 창고에 비해 구 조선은행 군산지점 등에서 볼 수 있는 주철 건축을 도입한 창고는 보다 넓은 내부 공간을 확보할 수 있었고, 스틸 프레임 기법의 등장으로 창고는 스타디움에 비견될 수 있는 거대한 크기를 지니게 되었다.
전기의 사용이 쉬워지면서 창고 역시 물건의 적하에 전기 리프트를 사용할 수 있게 되었다. 오늘날 창고는 컴퓨터 네트워크를 이용하여 물품의 선별과 보관, 출하 역시 자동화 하고 있다.

## 종류
창고는 일반적으로 산업 시설로 분류되고 산업 계획에 따른 구역에 밀집되는 경우가 많다. 역할에 따라서는 물품의 적하와 선별을 주로 하는 유통 센터나 소비재를 보관하며 판매도 하는 창고형 매장, 신선품의 오랜 보관을 위한 냉장창고 등이 있다. 한편 포장 창고는 물품을 집하하여 선별 포장하고 소비자에게 배송하는 창고이다. 포장 창고는 오늘날 주문 처리 센터로도 불린다.
연계된 교통편에 따라 철도 창고, 운하 창고와 같이 구분할 수도 있다.
미곡창고·가구창고(家具倉庫)와 같은 특정종류의 화물만을 보관하는 특수상품창고나 보세창고(保稅倉庫)와 같이 특수한 기능을 가진 창고, 냉동창고, 건견창고(乾繭倉庫) 같은 특수한 보관시설을 갖춘 창고 등은 특수창고라고 하며, 때로는 특별창고라고도 부른다. 이에 대하여 보관하는 화물의 종류를 한정하지 않는 잡화창고 또는 일반상품창고를 비롯, 특수한 기능이나 특수한 보관시설을 갖추지 않는 창고를 보통창고 또는 일반창고라고 부른다.  특수창고에는 화물의 보관만이 아니라 보관물의 가공을 동시에 행하는 것도 있다. 날누에고치를 보관하면서 말리기도 하는 건견창고나, 청과물·수산물을 보관중 냉동시키거나 다른 가공을 행하는 냉동·냉장창고 같은 것이 그것이다.  곡물창고는 가장 오래된 기원을 지닌 창고로서, 우리나라에서는 쌀값 조절이나 미곡금융 등에서 중요한 역할을 맡고 있으며, 미국·캐나다 등의 그레인 엘리베이터(grain elavator)는 창고에서 반출·반입작업을 고도로 기계화한 창고이다. 목재의 보관을 위하여 수면(水面)을 이용하는 수면창고도 특수창고의 하나이다.  이 밖에도 창고의 입지에서 보아 도시창고·항만창고가 있으며, 화물의 유통과정에서 보아 생산지창고·배급지창고, 또 경영형태로서 보아 자기화물을 보관하는 자기창고 이외에 일반의 화물을 보관하는 공개창고가 있으며, 또 공개창고는 다시 영업창고(營業倉庫)와 조합창고(組合倉庫)로 구분하고 있다.  이상과 같은 창고의 종류는 기준을 달리하는 데 따른 분류이므로, 같은 창고가 복수의 분류에 속하게 된다. 즉, 보통창고의 대부분이 도시창고이면서 배급창고도 되는 것과 마찬가지이다.

## 창고보관업
창고란 재화를 보관하는 시설을 말하며, 영리를 목적으로 다른 사람의 화물의 보관을 전업으로 하는 것을 창고보관업(ware-housing industry： hagerhausgesh  ft)이라고 한다. 또한 화물보관의 대가(代價)로 지불되는 것을 보관료(保管料)라고 한다. 창고업이 발생한 것은 재론할 필요도 없이 사회적 분업이 발달한 결과이다. 보관은 보통 실물재화(實物財貨)의 생산과 소비 사이에 존재하는 시간적 간격을 극복하는 행위라고 그 개념을 규정하고 있다. 이 점에서 장소적 거리의 문제를 극복하는 교통·운수업과 비교되고 있으나, 인간의 경제활동이란 면에서는 교통운수업이나 창고보관업이 동일한 생산적 행위로서, 또 재화의 보관으로서 시간적 효용(time utility)이 발생한다고 보고 있다. 따라서 창고보관업은 일종의 생산업이라고 할 수 있는데, 이러한 해석에 대해서는 반대의 견해도 있다.

### 경향
재화의 생산이 자연조건에 제약받고 계절적 성향이 강한 것은 물론, 동시에 수량면에서도 변동의 기복이 큰 경우에는 생산과 소비간의 시간적 괴리(乖離)가 나타난다. 이러한 시간적 괴리현상을 조정하는 것이 보관이 맡은 주요기능이다. 그러나 생산방법의 발달은 생산을 자연의 제약으로부터 해방, 그 결과 소비(또는 수요)에 대하여 양적·시간적으로 조정하는 것은 그리 어렵지 않게 되었다. 그리고 이러한 조정은 유통시간의 단축과 유통경비의 감소를 가능케 하는 것이므로 생산자 또는 소비자에게 모두 유리한 것이 된다.  따라서, 재화의 보관을 필요로 하는 주된 이유는 특히 미곡창고(米穀倉庫)로서 대표되었던 것과 같이, 재화의 생산과 소비간의 시간적 간격을 조정하는 경우라고 하겠는데, 오늘날에는 재화의 유통과정에 있어 수송 내지는 배급기술적인 이유에서 발생하는 일시적 체류를 처리하는 것으로 바뀌어 가고 있다. 이러한 변화에 적응하기 위하여 창고도 배급창고나 항만창고로 됨으로써 무역화물의 보관을 담당하는 무역창고, 철도역 근처에서 철도화물의 보관을 맡는 통운차고의 중요성이 점차 큰 비중을 차지하게 되었다. 창고 보관업자가 선박하역 등 항만수송이나 육상교통·운수업을 겸하는 경우가 많은 것도 이런 사정에 근거한 것이며, 이러한 종류의 보관도 역시 유통상의 손실비용으로서, 그것의 배재가 생산자 또는 소비자의 입장에서 이익이 됨은 다시 말할 필요도 없다.  수송기술이나 배급기술의 발달은 이것의 배제에 확실히 기여하고 있다. 가령 컨테이너 수송의 발달은 이상과 같은 보관을 불필요하게 하고 있는 것이다.

## 같이 보기
- 재고
- 운송